# Resolució 128 del Consell de Seguretat de les Nacions Unides
La Resolució 128 del [Consell de Seguretat de les Nacions Unides, aprovada l'11 de juny de 1958, Havent escoltat els càrrecs del representant del Líban sobre la ingerència de la República Àrab Unida als assumptes interns del Líban, el Consell va decidir enviar un grup d'observació al Líban per garantir que no hi hagués una infiltració il·legal de personal, subministrament d'armes o d'un altre "material" a través de les fronteres libaneses. El Consell va autoritzar al Secretari General de les Nacions Unides a que prengués les mesures necessàries per a això i va demanar que el grup d'observació els mantingués informats a través del Secretari General.
La resolució 128 va ser aprovada per deu vots a cap, amb una abstenció de la Unió Soviètica.